# Jan Schröder (Politiker)
Jan Schröder (* 29. Juni 1976 in Salzgitter) ist ein deutscher Politiker (SPD). Er ist seit 2022 Mitglied des niedersächsischen Landtags. 

## Leben und Politik
Nach seinem Abitur 1996 leistete Jan Schröder Zivildienst bei der Johanniter-Unfall-Hilfe. Daraufhin begann er ein Studium der Rechtswissenschaft an den Universitäten Greifswald und Göttingen. Nach dem 1. juristischen Staatsexamen 2002 folgte ein Referendariat im Bezirk des OLG Hamm. 2004 legte Schröder das zweite juristische Staatsexamen ab. Ab 2006 war Schröder bei der Agentur für Arbeit tätig. Seit 2016 ist Schröder Mitglied im Aufsichtsrat der Stadtbetriebe Wolfenbüttel.
Schröder ist evangelisch-lutherischer Konfession. Er ist verheiratet und hat drei Söhne. Seit 2005 wohnt er in Wolfenbüttel.
Schröder ist seit 1996 SPD-Mitglied. Seit 2011 ist Schröder Mitglied im Stadtrat der Stadt Wolfenbüttel, ab November 2021 Vorsitzender des Stadtrates. Schröder war zwischen 2015 und 2019 sowie wieder seit 2021 Vorsitzender des SPD-Stadtverbandes Wolfenbüttel. 2022 trat Schröder im Wahlkreis 9 (Wolfenbüttel-Nord) zur Landtagswahl in Niedersachsen an. Außerdem war er auf Listenplatz 41 platziert. Schröder gewann seinen Wahlkreis mit 36,9 Prozent und zog damit als direkt gewählter Abgeordneter in den 19. niedersächsischen Landtag. 

## Belege
1. 1 2  Jan Schröder. In: www.landtag-niedersachsen.de. Abgerufen am 31. Oktober 2022.
2. ↑  Jan Schröder. In: ndr.de. Abgerufen am 31. Oktober 2022.
3. 1 2  Landtagswahl: SPD nominiert Jan Schröder. In: regionalheute.de. 26. Februar 2022, abgerufen am 31. Oktober 2022.
4. ↑  LANDTAGSWAHL 2022: LANDESLISTE. In: spd-bezirk-hannover.de. Abgerufen am 31. Oktober 2022.
5. ↑  Wolfenbüttel-Nord (9). In: tagesschau.de. 11. Oktober 2022, abgerufen am 31. Oktober 2022.

| Personendaten    | Personendaten                  |
| ---------------- | ------------------------------ |
| NAME             | Schröder, Jan                  |
| KURZBESCHREIBUNG | deutscher Politiker (SPD), MdL |
| GEBURTSDATUM     | 29. Juni 1976                  |
| GEBURTSORT       | Salzgitter                     |